# Ювілейна печера (Узбекистан)
Ювілейна печера (рос. Юбилейная) — печера в Узбекистані, на гірському хребті Байсунтау, південні відроги Гісарського хребта гірської системи Паміро-Алаю. Печера комплексного (горизонтально-вертикального) типу простягання. Загальна протяжність — 830 м. Глибина печери становить 210 м. Категорія складності проходження ходів печери — 2Б.